# Pavel Abraham
Pavel Abraham (n. 21 octombrie 1948, Jibou, județul Sălaj) este un chestor român de poliție, care a îndeplinit funcția de inspector general al Poliției Române (3 martie - 6 septembrie 1997)

## Biografie
Pavel Abraham s-a născut la data de 21 octombrie 1948, în orașul Jibou (județul Sălaj). A absolvit Școala de ofiteri activi a Ministerului de Interne (1972) și apoi Facultatea de Drept din București (1974). A urmat apoi cursuri postuniversitare de criminologie la Universitatea București (1979), studii de perfecționare în domeniul relației poliție-comunitate organizate de NATO (1992-1993). A obținut în anul 1995 titlul științific de doctor în drept la Universitatea București. 
Ulterior, el și-a perfecționat studiile, urmând cursul de "Organizarea, conducerea și strategia relațiilor publice ale poliției", la I.H.S.I., Paris (1993), cursul "Poliția și protecția vieții private" la Messina-Taormina (1995), cursul "Poliția și relațiile comunitare" la Louisville (1997), un curs pe probleme de asistență socială la Barcelona (1999), un curs pe probleme de științe sociale aplicate la Cambridge (Marea Britanie) (1999), un curs de pregătire și documentare în domeniul justiției penale și administrării comunitare a justiției, Universitatea Tiffin, Ohio, (S.U.A.) (2000) etc. 
După absolvirea Școlii de ofițeri, Pavel Abraham a lucrat ca ofițer specialist în cadrul Ministerului Afacerilor Interne (1972–1979), apoi ca ofițer instructor la cursurile de formare și de
perfecționare a pregătirii ofițerilor și subofițerilor de poliție din Ministerul de Interne, în domeniile drept penal și organizare și conducere a muncii (management) (1979-1989). De asemenea, a fost și secretar științific la Comisia de Cercetare Științifică din cadrul Direcției de Personal și Învățământ a MAI (1985-1989).
După Revoluția din decembrie 1989, colonelul Abraham este numit ca prorector al Academiei de Poliție "Alexandru Ioan Cuza" din București și decan al Facultății de Poliție, îndeplinind aceste funcții până în anul 1992. În această perioadă, el a predat cursurile de drept constituțional și discipline de specialitate. Apoi, pentru timp de un an, este ofițer specialist în cadrul Direcției Generale de Poliție a Municipiului București și redactor-șef al revistei "955 – Poliția Capitalei".
Îndeplinește apoi funcțiile de director al Corpului de Control și Anticorupție din cadrul Inspectoratului General al Poliției (1993-1995) și director al Direcției Cercetări Penale din cadrul IGP (1995-1997).

## Șef al Poliției Române
La data de 3 martie 1997 colonelul Pavel Abraham a fost numit în funcția de inspector general al Inspectoratului General al Poliției, înlocuindu-l în această funcție pe generalul de divizie Costică Voicu . Ca urmare a acestei numiri, a fost înaintat la gradul de general de brigadă (cu o stea) la 12 iunie 1997 . A îndeplinit funcția de Inspector General al Poliției Române timp de numai șase luni, fiind eliberat de aceste însărcinări la 6 septembrie 1997 și pus la dispoziția Ministerului de Interne . Conform anunțului făcut de purtătorul de cuvânt al Guvernului, Eugen Șerbănescu, această decizie a fost luată în urma rezultatelor slabe obținute de generalul Abraham în combaterea fenomenului infracțional, concretizate prin numărul mare de cazuri nerezolvate legate de siguranța cetățeanului .
În perioada în care Pavel Abraham a condus Inspectoratul General al Poliției s-au început anchetele împotriva unor importanți oameni de afaceri și politicieni. Imediat după numirea sa, el a fost acuzat de presă și de faptul că ar fi beneficiat de un credit preferențial de la Bancorex, dar generalul a declarat că l-a rambursat ulterior.

## Activitatea ulterioară
În noiembrie 1997, devine profesor la Centrul pentru Pregătirea și Perfecționarea Cadrelor MAI din București. În mai 1999 este numit ca șef al Serviciului Independent de Analiză, Strategii și Planificare Resurse din cadrul Ministerului Afacerilor Interne. În perioada ianuarie 2001 - februarie 2003, Pavel Abraham este secretar de stat în cadrul MAI pentru relația cu Parlamentul. El a fost înaintat la gradul de general de divizie (cu 2 stele) la 1 februarie 2002 . În perioada iulie-august 2002, prin redenumirea redenumirea gradelor odată cu demilitarizarea Poliției Române, gradul militar de general cu două stele a fost echivalat cu gradul profesional de chestor principal de poliție.
În martie 2003, chestorul principal de poliție prof. univ. dr. Pavel Abraham a fost numit în funcția de președinte al Agenției Naționale Antidrog din cadrul Ministerului de Interne, pe care a îndeplinit-o până la pensionare.
I s-a acordat gradul profesional de chestor șef de poliție (echivalent cu cel militar de general cu 3 stele) la 9 noiembrie 2004 .
Printr-un decret prezidențial din 4 noiembrie 2008, au încetat raporturile de serviciu ale chestorului șef de poliție Pavel Abraham cu Ministerul Internelor și Reformei Administrative . Decretul a fost semnat de către președintele Traian Băsescu, după ce ministrul Internelor, Cristian David, a cerut, în urmă cu două săptămâni, încetarea raporturilor de muncă ale acestuia cu instituția pe motiv de vârstă (acesta împlinise la 21 octombrie 2008 vârsta de 60 ani) .
După pensionare, Pavel Abraham a devenit avocat.

## Activitatea științifică
În paralel cu activitatea de polițist, Pavel Abraham și-a continuat și cariera didactică pe posturile de conferențiar, respectiv profesor universitar la Facultatea de Sociologie și Asistență Socială din cadrul Universității București (din 1993), profesor asociat de drept penal la Universitatea Europeană I.C. Drăgan din Lugoj (din 1998), profesor asociat la Academia de Poliție din București (din 2004).
Începând din anul 2000, el coordonează cursurile postuniversitare, respectiv master în domeniul prevenirii și consilierii antidrog, master în administrarea comunitară a justiției la Facultatea de Sociologie și Asistență Socială din cadrul Universității București – și respectiv combaterea traficului și consumului ilicit de droguri la Academia de Poliție „Alexandru Ioan Cuza" din București. În anul 2001, a devenit și conducător științific de doctorat în cadrul Facultății de Sociologie și Asistență Socială.

## Lucrări publicate
Generalul Abraham este autorul unui număr mare de lucrări, precum și a peste 100 de articole în reviste de specialitate. De asemenea, este autor și conducător a mai multor programe de pregătire și cercetare în probleme de drept, asistență socială și relații publice.
Menționăm următoarele titluri de lucrări la care a contribuit:
- Comunitatea, poliția și tranziția (Ed. Național, 1996)
- Dicționar de termeni juridici uzuali (Ed. Alex, 1996; reeditat la Ed. Național, 1999 )
- Poliția Română 1990 - 1996 (monografie) (Tipografia I.G.P., 1997)
- Dicționar de termeni juridici uzuali - Explicativ practic (Ed. Național, 1997)
- Valori europene și respectarea drepturilor omului în activitatea poliției române (Ed. Trei, 1997)
- Dicționar explicativ practic de termeni uzuali în dreptul penal și dreptul procesual penal (Ed. Național, 1997)
- Promovarea spiritului european în activitatea poliției (Ed. Trei, 1999)
- Politici sociale privind prevenirea și combaterea criminalității (Ed. Expert, 1999)
- Studiu privind evoluția infracțiunilor cu violență în România 1990 - 1999 (Ed. Expert, 2000)
- Justiție Penală (Ed. Național, 2000)
- Culegere de acte normative internaționale în domeniul apărării drepturilor omului "Legislație în asistența socială" (Ed. Național, 2000)
- Culegere de acte normative interne "Legislație în asistența socială" (Ed. Național, 2000)
- Justiție penală - norme juridice (2001)
- Introducere în Probațiune (2001)
- Convenții europene în materie penală (2001)
- Justiție penală americană - O perspectivă asupra sistemului de justiție penală american (2002)
- Poliția comunitară (2002)
- Prevenire și consiliere antidrog (Ed. MAI, 2004)
- Asistența și reabilitarea persoanelor consumatoare de droguri (Ed. Național, 2004)
- Transforming Police în Central and Eastern Europe - Proces and Progress (Geneva, Center for Democratic Control of Armed Forces (DCAF), 2004)
- Drogurile - Reglementări internaționale și interne (2004)
- Poți să fi Detectiv Particular (2004)
- Democrația - Libertate sau constrângere (Ed. Detectivi, București, 2005)
- Corupția (Ed. Detectivi, București, 2005)
- Prevalenta consumului de droguri în România - Studiu în populația generală (București, 2005)
- Standardele sistemului național de asistență medicală, psihologică și socială a consumatorilor de droguri (Ed. MAI, 2005)
- Capcana drogurilor (Ed. Detectiv, 2005)
- Detectiv particular în România (Ed. Detectiv, 2005)
- World Police Encyclopedia - realizatorul părții despre România în cadrul primei Enciclopedii Mondiale despre Poliție (USA, 2006)
- Justiția terapeutică (Ed. Concordia, Arad, 2006)
- Comunicare și protecție (Ed. Detectiv, București, 2006)
- Detectivi particulari în România (ed. a II-a, Ed. Detectiv, București, 2006)
- Libertate, protecție, constrângeri (Ed. Detectiv, 2006)
- Securitatea privată - o provocare europeană (Ed. Detectiv, București, 2006)

Volumul mare de lucrari pe care le-a scris, le-a coordonat sau la care a participat a generat controverse cu privire la autenticitatea acestora, dat fiind ca activitatea de secretar de stat, profesor universitar, presedinte si membru a numeroase organizatii nonguvernamentale, nu ii permitea, din punct de vedere fizic, sa dispuna de timpul necesar pentru scrierea sau coordonarea lucrarilor Cotidianul 10 iunie 2007, Sefii Internelor se intrec cu Sadoveanu in carti

## Controverse
Pavel Abraham a fost cercetat pentru complicitate la dare de mită, în dosarul interlopului Fane Căpățână.
Pavel Abraham a primit neînceperea urmăririi penale în ancheta care îl viza pe Ștefan Dinu, zis Fane Căpățână, după ce interlopul a încercat să mituiască un polițist.
În anul 1997, ca șef al poliției a fost acuzat de fostul ministru Gavril Dejeu că l-a protejat pe Fane Căpățână, prin 1998-1999, chestorul Manoloiu și secundul său Abraham erau suspectați că ar fi primit mită de 500.000 dolari.
Până în 2007, martie presupusa șpagă a fost ținută la sertar, MAI nu a luat nicio măsură, iar DGA nu a reușit să finalizeze ancheta, să ceară măsuri, mai apare și în rețeaua bancherilor, în niște stenograme, în discuții dintre Ruse și Iordache.
Dupa trecerea în rezervă, Pavel Abraham a rămas in atenția publică prin mai multe scandaluri de presă, cum ar fi acuzele pe care le-a adus fostului ministru de interne Cristian David de implicare în traficul de droguri , dar si acuzatiile care i-au fost aduse in investigatii de presa ca ar fi coordonat o retea de fraude in domeniul imobiliar din care fac parte rude ale sale, respectiv ginerele si varul sau.
În ianuarie 2017, în contextul manifestațiilor contra ordonanțelor privind amnistia și grațierea, Pavel Abraham a afirmat în cadrul unei emisiuni difuzate pe postul Romania TVː "Vreau să vă spun - nu se ajunge la asta - și mulți vor crede că exagerez, că în câmpul democratic, dacă situația o impune, pentru a evita anumite violențe de proporții, se poate folosi și armament adevărat. Se somează de mai multe ori. Intrăm într-o grilă de tratare a unei manifestații până la capăt".